# Indonésia nos Jogos Olímpicos de Verão de 1984
A Indonésia competiu nos Jogos Olímpicos de Verão de 1984, realizados em Los Angeles, Estados Unidos.

## Natação
| Atleta       | Evento                       | Posição | Posição     |
| Atleta       | Evento                       | Tempo   | Nota        |
| ------------ | ---------------------------- | ------- | ----------- |
| Lukman Niode | 100 metros livres masculino  | 54.10   | Não avançou |
| Lukman Niode | 100 metros costas masculino  | 58.77   | Não avançou |
| Lukman Niode | 200 metros costas masculinos | 2:09.79 | Não avançou |